# درخياران (غافروبارمون)
درخیاران (بالفارسية: درخیاران) هي قرية تقع في إيران في قسم غافروبارمون الريفي. يقدر عدد سكانها بـ 0 نسمة بحسب إحصاء 2016.